# Ipiales / San Luis
Ipiales / San Luis är en flygplats i Colombia. Den ligger i den sydvästra delen av landet, 600 km sydväst om huvudstaden Bogotá. Ipiales / San Luis ligger 2 976 meter över havet.
Terrängen runt Ipiales / San Luis är kuperad åt nordost, men åt sydväst är den platt. Runt Ipiales / San Luis är det ganska tätbefolkat, med 65 invånare per kvadratkilometer. Närmaste större samhälle är Ipiales, 4,3 km sydost om Ipiales / San Luis. Omgivningarna runt Ipiales / San Luis är en mosaik av jordbruksmark och naturlig växtlighet.